# Ohio City
Ohio City è un villaggio degli Stati Uniti d'America, situato nello stato dell'Ohio, nella contea di Van Wert.

## Amministrazione

### Gemellaggi
Ohio City è gemellata con:
- Jacksonville
- Piru